# Таба Пуцоа
Таба Пуцоа (англ. Thaba Putsoa) — гора в центрі країни Лесото. Розташована за 70 кілометрів на південний-схід від столиці Масеру. Висота гори 3096 м.